# SmoKings
SmoKings è un film documentario del 2014 diretto dal Michele Fornasero.
Il film, prodotto da Indyca in co-produzione con Ventura Film (CH) e associazione con Majade Filmproduktion (DE), racconta la vicenda della ditta Yesmoke (dedicata prima alla vendita on-line e poi alla produzione di sigarette) e delle varie traversie affrontate dai due titolari, i fratelli Carlo e Gianpaolo Messina.
La sua realizzazione, che ha richiesto quattro anni di lavoro, è stata sostenuta da Regione Piemonte, Film Commission Torino Piemonte, Piemonte Doc Film Fund e Programma Media Unione Europea.
È stato vincitore della edizione 2014 del Festival dei popoli nella sezione Premio Cinemaitaliano.info.

## Trama
Il film racconta le vicende della Yesmoke, una ditta nata a fine anni novanta per iniziativa dei fratelli Gianpaolo e Carlo Messina, allora residenti in Russia. La ditta vendeva sigarette per corrispondenza tramite il sito Yesmoke.com in tutto il mondo a prezzi molto concorrenziali rispetto agli operatori tradizionali. Le sigarette provenivano da un porto franco in Svizzera e venivano spedite esentasse in tutto il mondo, e conquistarono rapidamente una notevole fetta di mercato. La prima fase dell'attività della ditta dovette interrompersi a seguito della battaglia legale scatenata dalla multinazionale del tabacco Philip Morris. I fratelli Messina reinvestirono gli utili della loro attività creando a Settimo Torinese uno stabilimento per la produzione di sigarette. La nuova azienda si affiancò alle uniche due rimaste in Italia dopo la privatizzazione e lo smembramento dell'Ente tabacchi italiani, la storica Manifattura Tabacchi di Chiaravalle e la manifattura del sigaro toscano (Cava dei Tirreni).
Il documentario segue i due imprenditori nelle loro molte battaglie legali non solo contro le multinazionali del tabacco ma anche contro varie difficoltà buracratiche e regolamentari presenti in Italia per l'ingresso in questo settore economico. Particolare rilievo assumono nel film la vittoria legale, ottenuta in sede europea, per l'abolizione del prezzo minimo di vendita delle sigarette, nonché quella contro una ditta concorrente che autodefiniva italiane sigarette prodotte all'estero. Ampio spazio ha anche il sequestro dello stabilimento da parte delle forze dell'ordine a garanzia del versamento di una fideiussione a copertura delle imposte potenzialmente dovute sulla merce in magazzino. In parallelo alle vicende della ditta viene anche raccontata la vita dei due fratelli, dai successi nel podismo ottenuti in gioventù all'emigrazione in Russia e al ritorno in Italia per gestire l'attività produttiva.

## Personaggi
- Carlo e Giampaolo Messina (imprenditori)
- Signora Messina (madre di Carlo e Gianpaolo)
- Un portavoce dell'ATF, Romano Prodi e l'ex-direttore delle dogane svizzere (intervistati nel corso del film)
- Il personale della Yesmoke di Settimo Torinese
- Forze dell'ordine, filmate durante il sequestro giudiziario della fabbrica.

## Critica
Il film è stato collegato all'immaginario cinematografico legato all'opera di Quentin Tarantino, e vi sono state riconosciute alcune citazioni di Le iene.
Pur muovendosi nel solco del cinema documentaristico SmoKings adotta almeno in parte il linguaggio del gangster movie.
Nella sua recensione su MYmovies.it Paola Casella ha definito il film come un documentario che smonta e rimonta i nostri preconcetti in tema di liceità e morale, ribaltando i piani narrativi e i punti di vista, e riconosce al regista il merito di avere evitato l'errore di dipingere i due protagonisti come eroi e anche quello, diametralmente opposto, di demonizzarne l'operato.
Secondo la recensione della rivista Sentieri selvaggi SmoKings, grazie anche a una robusta dose di ironia, non può essere definito un semplice documentario ma risulta un'opera innovativa pur se dentro le regole. La fotografia diretta da Paolo Ferrari avrebbe contribuito alla riuscita dell'opera anche dando la prevalenza ai colori bianco e rosso, quelli presenti nel pacchetto di Marlboro.

## Riconoscimenti
Il film è stato vincitore nel 2014 della sezione Premio Cinemaitaliano.info  del Festival dei popoli; i giurati hanno motivato la scelta perché il film avrebbe "descritto con lucidità l'incredibile avventura sui generis dei fratelli Messina, documentando con maestria e passione il loro profilo pubblico e quello privato".
Il film ha vinto nel 2015 anche il premio come miglior documentario italiano al 33° Bellaria Film Festival. Archiviato il 5 ottobre 2015 in Internet Archive.
Inoltre ha vinto il Premio del pubblico al DOC.it professional award come miglior documentario italiano del 2014.
Ha inoltre ricevuto il premio C-Side Productions Post-production Prize for Best Swiss Film al festival internazionale del cinema documentario Visions du Réel International Film Festival (Nyon, Svizzera) del 2014.